# Das Tribunal (Star Trek: Deep Space Nine)
Das Tribunal (Originaltitel: Tribunal) ist die 25. Folge der zweiten Staffel der US-amerikanischen Science-Fiction-Fernsehserie Star Trek: Deep Space Nine. Sie wurde in den Vereinigten Staaten über Syndication vermarktet und erstmals am 5. Juni 1994 auf verschiedenen Fernsehsendern ausgestrahlt. In Deutschland war sie zum ersten Mal am 30. September 1994 in einer synchronisierten Fassung auf Sat.1 zu sehen.

## Handlung
Im Jahr 2370 bei Sternzeit 47944.2 tritt Miles O’Brien, der Chefingenieur der Raumstation Deep Space Nine seinen Urlaub an. Kurz bevor er von Bord geht, trifft er zufällig auf seinen alten Kameraden Raymond Boone, mit dem er vor vielen Jahren gemeinsam auf der USS Rutledge gedient hatte. Boone ist inzwischen Zivilist und lebt in der Demilitarisierten Zone an der cardassianischen Grenze. O’Brien und seine Frau Keiko treten in einem Runabout ihre Reise an, doch nach einer Weile werden sie von einem cardassianischen Patrouillenschiff abgefangen. Obwohl sie sich außerhalb des cardassianischen Raums befinden, lässt der cardassianische Kommandant Gul Evek das Runabout entern und O’Brien festnehmen.
Während seine Frau zurück zur Station eskortiert wird, wird O’Brien nach Cardassia Prime gebracht, wo in Kürze sein Prozess beginnen soll. Dort macht er nacheinander die Bekanntschaft eines brutalen Aufsehers, der Chef-Archontin Makbar (die Vorsitzende des Gerichts) und seines Konservators (eine Art Anwalt) Kovat. Allerdings will ihm niemand die Frage beantworten, was ihm eigentlich vorgeworfen wird. Zudem muss er feststellen, dass sein Anwalt gar nicht die Aufgabe hat, ihn zu verteidigen, sondern ihn zu der Einsicht zu bringen, sich in das Unvermeidliche zu fügen. Das Ziel eines Prozesses sei es nämlich nicht, über die Schuld oder Unschuld eines Angeklagten zu befinden, sondern der Öffentlichkeit die Sinnlosigkeit jeglichen kriminellen Verhaltens zu vermitteln.
Zurück auf Deep Space Nine sucht Keiko O’Brien die Unterstützung von Commander Sisko. Er versichert ihr, dass die Sternenflotte auf die Entführung ihres Mannes reagieren und drei Raumschiffe an die Grenze entsenden wird. Kurz darauf meldet sich Archontin Makbar und versichert, dass O’Brien gut behandelt wird. Sie verrät immer noch nicht, was ihm vorgeworfen wird, aber sie erklärt, dass das Urteil bereits feststehe und O’Briens Hinrichtung in der nächsten Woche stattfinden soll. Makbar gestattet seiner Frau die Teilnahme am Prozess, verweigert es Sisko jedoch, sie zu begleiten. Sicherheitschef Odo beruft sich darauf, dass er früher im Dienst der Cardassianer stand, als Deep Space Nine noch von ihnen betrieben wurde. Er hat daher das Recht, O’Brien als Nestor (eine Art Berater) zur Seite zu stehen und begleitet Keiko O’Brien an Siskos Stelle.
Um herauszufinden, warum O’Brien entführt wurde, lässt Sisko die gesamte Station nach irgendetwas ungewöhnlichem scannen. Schon bald wird entdeckt, dass 24 photonische Sprengköpfe aus dem Waffenlager entwendet wurden. Nur Minuten vor dem Diebstahl wurde die Tür des Lagers mit O’Briens Stimmmuster geöffnet. Major Kira stellt einen Zusammenhang her zu einigen Photonenraketen, die vor zwei Wochen von der Widerstandsorganisation Maquis beim Überfall auf ein Frachtschiff erbeutet wurden. Alles sieht so aus, als hätte O’Brien seine Urlaubsreise nutzen wollen, um dem Maquis heimlich die Sprengköpfe für ihre Raketen zu liefern. Odo wird über diese Erkenntnis informiert. Er befragt O’Brien sogleich, kommt aber zu dem Schluss, dass er keine Kontakte zum Maquis hat. Wissenschaftsoffizierin Jadzia Dax findet unterdessen bei einer genauen Analyse von O’Briens Stimmmuster heraus, dass es sich um eine manipulierte Aufnahme handelt, die aus mehreren Sätzen zusammengeschnitten wurde. Jemand muss also heimlich ein Gespräch mit ihm aufgenommen haben. Seine letzten Schritte auf der Station werden genau rekonstruiert und dank einiger Zeugenaussagen kann schließlich Boone als Verdächtiger ausgemacht werden.
Auf Cardassia beginnt der Prozess, der öffentlich übertragen wird. O’Brien weigert sich, seine Schuld zu gestehen, ebenso weigert sich seine Frau, sich von ihm loszusagen. Da Odo gerade über Boone und das gefälschte Stimmmuster informiert wurde, bittet er das Gericht, sich mit Kovat beraten zu dürfen. Der weigert sich jedoch, neue Beweise vorzulegen, nachdem das Urteil bereits gefällt wurde. Er besteht stattdessen auf einer ordnungsgemäßen Durchführung des Verfahrens, denn er möchte seinen Ruhestand nicht gefährden, den er in einem Monat antreten will. Da von Kovat keine Hilfe zu erwarten ist, zieht Odo die Zuständigkeit des cardassianischen Gerichts in Frage, denn es geht um ein Verbrechen, das auf Deep Space Nine verübt wurde und diese Raumstation gehört inzwischen den Bajoranern. Makbar lehnt eine Übertragung der Zuständigkeit ab und ordnet die Fortführung des Prozesses an.
Boone wird verhört, aber er wurde lediglich dabei beobachtet, wie er sich mit O’Brien unterhalten hat. Ihm kann daher nichts vorgeworfen werden. Stationsarzt Julian Bashir erhält unterdessen auf der Krankenstation unerwarteten Besuch. Ein mutmaßliches Maquis-Mitglied macht ihm klar, dass Boone nicht zu seiner Organisation gehört. Weiterhin hat der Maquis nichts mit dem Diebstahl der Sprengköpfe zu tun. Daraufhin wird Boone erneut verhört. Sisko hat sich über seine Vergangenheit erkundigt und ihm sind einige Merkwürdigkeiten aufgefallen: Kurz nach einem Kampfeinsatz auf Setlik III vor acht Jahren verließ er die Sternenflotte. Etwa zur gleichen Zeit ließ er sich von seiner Frau scheiden und er brach den Kontakt zu seinen Eltern ab, obwohl er sich eigentlich gut mit ihnen verstanden hatte. Boone gerät in Panik und versucht zu fliehen, doch er wird festgehalten und muss eine medizinische Untersuchung über sich ergehen lassen.
Auf Cardassia macht Gul Evek seine Aussage und berichtet, dass er bei der Durchsuchung von O’Briens Runabout die gestohlenen Sprengköpfe gefunden habe. Auf Odos Nachfrage, woher er überhaupt wusste, dass sie an Bord waren und dass sie für den Maquis bestimmt waren, beruft sich Evek lediglich auf ominöse „glaubwürdige Quellen“, was dem Gericht jedoch zu genügen scheint. Kovat versucht durch gezielte Fragen, O’Briens angebliches Verbrechen als das Resultat eines schlechten Elternhauses oder einer unglücklichen Ehe darzustellen, doch O’Brien streitet all das ab. Makbar will den Prozess zu Ende bringen, denn er ist inzwischen der längste in der Geschichte von Cardassia. Sie nötigt O’Brien zu einer Aussage und befragt ihn dazu, wie viele Cardassianer er während des Krieges getötet hat und welche Gefühle er heute ihnen gegenüber hegt. Bevor sie schließlich das Urteil verkünden kann, betreten plötzlich Sisko und Boone den Gerichtssaal. Als sie Boone erblickt, wandelt Makbar das Urteil überraschend ab. Sie verkündet, dass zwar wie erwartet O’Briens Schuld bewiesen wurde, doch sie sieht in ihm Potential für eine Rehabilitation und will deshalb Gnade zeigen und ihn in die Obhut von Sisko übergeben. Kovat versteht nicht ganz, was hier gerade geschieht. Odo klärt ihn darüber auf, dass er gerade zum ersten Mal einen Fall gewonnen hat. Kovat ist darüber ganz entsetzt und befürchtet, man werde ihn dafür umbringen.
Auf dem Rückweg nach Deep Space Nine erklärt Sisko, die ganze Sache sei ein Komplott der Cardassianer gewesen. Boone ist ein chirurgisch veränderter cardassianischer Spion. Der echte Boone starb auf Setlik III. Die Cardassianer wollten es so aussehen lassen, als würde die Sternenflotte in Person von O’Brien den Maquis direkt mit Waffenlieferungen unterstützen. Damit hätten sie einen Vorwand gehabt, die Föderationskolonien auf ihrer Seite der Demilitarisierten Zone anzugreifen. Nachdem alles aufgeklärt wurde, besteht Sisko darauf, dass die O’Briens ihren Urlaub nun unverzüglich antreten.

## Verbindungen zu anderen Star-Trek-Produktionen
Das Tribunal war die erste Folge von Star Trek: Deep Space Nine, die nach dem Ende der Vorgängerserie Raumschiff Enterprise – Das nächste Jahrhundert ausgestrahlt wurde. Damit begann eine siebenmonatige Phase, in der Star Trek: Deep Space Nine als einzige Star-Trek-Fernsehserie ausgestrahlt wurde. Erst nach 14 Folgen startete im Januar 1995 die neue Serie Star Trek: Raumschiff Voyager und es liefen wieder zwei Serien parallel zueinander.
O’Briens früherer Dienst auf der USS Rutledge und sein Einsatz im Krieg zwischen den Cardassianern und der Föderation werden hier erwähnt. Beides wurde erstmals in Folge (Der Rachefeldzug) von Raumschiff Enterprise – Das nächste Jahrhundert thematisiert.
O’Brien erwähnt, dass er und Gul Evek sich bereits kennen. Er nimmt damit Bezug auf ein kurzes Gespräch aus Folge 2.17 (Der Trill-Kandidat) von Star Trek: Deep Space Nine.

## Produktion

### Drehbuch
Der Arbeitstitel der Folge lautete Dark Tribunal.
Die Idee zu dieser Folge geht zurück auf eine Dialogzeile aus Folge 2.21 (Der Maquis, Teil II) von Star Trek: Deep Space Nine, in der Gul Dukat erwähnt, dass auf Cardassia das Urteil bereits vor dem Prozess feststeht und dass er immer gleich endet.

### Regie
Sisko-Darsteller Avery Brooks gab in dieser Folge sein Regie-Debüt. Er inszenierte später noch acht weitere Folgen von Star Trek: Deep Space Nine.

### Darsteller
Die Hauptfiguren Jake Sisko (Cirroc Lofton) und Quark (Armin Shimerman) haben in dieser Folge keinen Auftritt.
Richard Poe hat hier seinen letzten von drei Auftritten als Gul Evek in der Serie Star Trek: Deep Space Nine. Er hatte die Figur außerdem in zwei Folgen von Raumschiff Enterprise – Das nächste Jahrhundert gespielt und spielte sie später noch im Pilotfilm von Star Trek: Raumschiff Voyager.
Julian Christopher, Darsteller des cardassianischen Aufsehers, hatte zuvor bereits Hagon in Folge 1.04 (Der Ehrenkodex) von Raumschiff Enterprise – Das nächste Jahrhundert gespielt.
Wer das geheimnisvolle Maquis-Mitglied gespielt hat, ist nicht bekannt. Obwohl es sich um eine Sprechrolle handelte, wurde der Schauspieler nicht in den Credits der Folge genannt.

### Kulissen
Bei dem cardassianischen Gerichtssaal handelt es sich um das umdekorierte Set der Holosuite. Zur Gestaltung des Saals wurde Produktionsdesigner Herman Zimmerman durch George Orwells Roman 1984 inspiriert.

## Rezeption
Keith DeCandido bewertete Das Tribunal 2013 auf tor.com als eine leicht überdurchschnittliche Folge von Star Trek: Deep Space Nine. Der Einblick in das gnadenlose Gerichtssystem eines totalitären Staates und auch die großartige Schauspielleistung von Fritz Weaver hätten für DeCandido auch eine höhere Wertung gerechtfertigt, doch er fand, dass die Folge an anderen Stellen leider deutliche Schwächen aufweist. Er fand die gesamte Geschichte um die Identifizierung von Boone als wahrem Schuldigen sehr unglaubwürdig. So störte DeCandido etwa, dass das Waffenlager der Station nur mit einer Stimmenidentifizierung gesichert war. Die Beweise gegen Boone waren letztlich äußerst dürftig und es bleibt unklar, warum Sisko ihn bis in den Gerichtssaal auf Cardassia bringen konnte und nicht einfach an der Grenze aufgehalten wurde.